# Aranyossi Pál
Aranyossi Pál (Aranyossy) (Szentendre, 1887. augusztus 4. – Budapest, 1962. szeptember 18.) újságíró, műfordító. Felesége Aranyossi Magda író, újságíró volt.

## Életpályája
Aranyossy Gyula (1845–1906) színész, színigazgató és Kovács Izabella fia. A Debreceni Református Kollégiumban tanult, ahol 1905-ben végzett. Ezt követően újságírással foglalkozott, a soproni Nemzetőr, a Pesti Napló, majd a nagyváradi Szabadság és a Nagyváradi Napló munkatársa volt. 1913–1914-ben a Pesti Napló párizsi tudósítója volt. 1915–1916-ban katonai szolgálatot teljesített a keleti fronton. Utána a Déli Hírlap és a Világ munkatársa volt. 1918 végén belépett a Kommunisták Magyarországi Pártjába. A Tanácsköztársaság idején a Vörös Újságnál dolgozott, majd a proletárdiktatúra bukása után emigrációba vonult. Bécsben, Firenzében, Stockholmban, Berlinben és Párizsban élt, és különböző baloldali, kommunista lapokba írt cikkeket. Szerkesztette a Regards című baloldali francia képeslapot, s dolgozott Henri Barbusse lapjánál, a Monde-nál is. Baloldali tevékenysége miatt Franciaországban internálták, ahonnan 1941-ben tért haza Magyarországra. Könyvelőként dolgozott és bekapcsolódott az illegális ellenállásba. 1945-ben a Szabadság című lap szerkesztője, majd a Jövendő főszerkesztője lett. 1947-től 1950-ig a Magyar Újságírók Országos Szövetsége főtitkáraként tevékenykedett, ezt követően – 1957-es nyugdíjazásáig – Prágában volt a Telepress munkatársa.
Az újságíráson kívül regényeket, tanulmányokat írt, és jelentős műfordítói tevékenysége is (Honoré de Balzac, Romain Rolland, Anatole France, Victor Hugo).

## Főbb művei
- A mezítlábas ármádia. Tanulmány, Budapest, 1945
- Nyugati hadjárat 1939–40. Budapest, 1948
- A mai Bulgária. Budapest, 1949
- Dimitrov. Budapest, 1952
- A pestis és a kolera szövetségesei. Budapest, 1952
- Szamuely Tibor, az újságíró. Budapest, 1954
- Ki ölte meg Montesi Vilmát?. Regényes életrajz, Budapest, 1956

### Műfordításai
- Honoré de Balzac: Gobseck (Békéscsaba, 1912)
- Henri Murger: Bohémélet (Budapest, 1913)
- Gustave Flaubert: Irgalmas Szent Julián legendája (Budapest, 1914)
- Pierre Veber: Nyári szerelem (Budapest, 1915)
- Anatole France: Egy színésznő története (Budapest, 1916)
- Anatole France: Szent Klára kútja (Budapest, 1917)
- Anatole France: Thais (Budapest, 1918)
- Romain Rolland: Jean-Christophe. II. A virradat (Budapest, 1919)
- Pierre Loti: Egy spáhi története (Budapest, 1920)
- Henri de Régnier: Egy jámbor ifjú nyári vakációja (Budapest, 1920)
- Claude Farrère: Nyugati bestiák (Budapest, 1920)